# بایرزویل (نیویورک)
بایرزویل (به انگلیسی: Byersville) یک منطقهٔ مسکونی در ایالات متحده آمریکا است که در نیویورک واقع شده‌است. بایرزویل ۶۲۶ نفر جمعیت دارد و ۴۱۳٫۹۲ متر بالاتر از سطح دریا واقع شده‌است.